# 華潤信託
華潤深國投信託有限公司（简称華潤信託或華潤深國投），華潤集團旗下公司，总部位于中国廣東省深圳市，是在1982年成立，前身為深圳国际信托投资有限公司，提供资金管理和金融服务的非银行金融机构。
其主要業務提供利用信托公司金融超市的特点，通过结构金融技术，跨实业、资本、货币市场为机构与个人提供金融服务。华润信托持有国信证券股份有限公司股權為25.15%。現任董事长孟揚，總經理路强。

## 历史
1982年1月6日，深圳市政府全额出资组建深圳市信托投资公司。
1984年6月，更名为深圳国际信托投资公司。1985年11月，迁址到深圳市人民南路国商大厦。
1986年11月，迁址到上步路信托大楼6楼。1990年，迁址到红岭中路1010号国际信托大厦8-10层。
1994年9月，以公司证券业务一部、二部、三部和证券发行部为基础设立深圳国投证券有限公司（国信证券前身），深国投占股权比例70%。
2019年4月25日，華潤信託發布2018年度業績報告。報告顯示，2018年，華潤信託實現營業收入27.08億元，同比增長1.23%；實現淨利潤23.06億元，截至2018年末，华润信托信托资产规模为9549.19亿元